# Maria Mittet
Maria Haukaas Mittet, geboren als Maria Haukaas Storeng (Finnsnes, 3 augustus 1979) is een Noorse zangeres. Ze vertegenwoordigde Noorwegen op het Eurovisiesongfestival 2008 met het lied Hold on be strong. Ze bereikte hiermee de vijfde plaats.

## Biografie
Mittet groeide op in Senja. Ze speelde op elfjarige leeftijd de hoofdrol in de musical Annie in Oslo. Ze heeft daarna gespeeld in verscheidene musicals. In 2004 deed ze mee aan de Noorse versie van Idols, waarin ze zesde werd.
Haar eerste album Breathing kwam in januari 2005 uit, haar tweede album Hold On Be Strong in april 2008.

## Discografie

### Singles
- Breathing (2004, single van het gelijknamige album)
- Should've (2005, single van het album Breathing)
- Nobody Knows (2006)
- Hold On Be Strong (2008)

### Albums
- Breathing (2005)
- Hold On Be Strong (2008)